# Jaime Salvador Valls
Jaime Salvador Valls (Barcelona, 4 de novembre de 1901 − Ciutat de Mèxic, 18 d'octubre de 1976) fou un productor i director de cinema i guionista mexicà d'origen català.

## Biografia
En 1924 va emigrar a París, on es va dedicar a la distribució de pel·lícules europees a l'Amèrica Llatina. De 1929 a 1936 va treballar en els departaments d'edició, guió i producció cinematogràfica de la companyia Gaumont Films. En 1932 va produir la pel·lícula espanyola Mercedes, dirigida per Josep Maria Castellví i Marimon.
L'esclat de la guerra civil espanyola el va decidir a marxar als Estats Units per tal de concloure els seus estudis de cinema. Allí va dirigir la pel·lícula Castillos en el aire (1938), comèdia en castellà.
En 1939 va marxar a Cuba, on va dirigir les pel·lícules Estampas habaneras, La última melodía, Mi tía de América, Chaflán en La Habana, i Cancionero cubano. El 1941 deixà Cuba per establir-se a Mèxic, on a petició del productor Santiago Reachi va fer guions per a l'actor Mario Moreno Cantinflas. En total va fer 27 guions per a aquest actor. El primer fou Ni sangre ni arena (Alejandro Galindo, 1941), i continuaren èxits com El circo (1942), Gran hotel (1944), Soy un prófugo (1946), ¡A volar joven! (1947), El portero (1949), El bombero atómico (1950), El señor fotógrafo (1952), El bolero de Raquel (1956), El analfabeto (1960) i El profe (1970) dirigides totes per Miguel M. Delgado.
El seu èxit el va debutar com a director en 1943. Va dirigir un total de més de 100 pel·lícules, i fins i tot va anar a Hollywood en 1946, on dirigí El moderno Barba Azul, protagonitzada per Buster Keaton. També va fer alguns guions dels films de Luis Buñuel Susana/Carne y demonio (1950) i Una mujer sin amor (1951).
En 1968 va decidir retirar-se de la direcció cinematogràfica per motius de salut. Durant els anys següents i fins a la seva mort en 1976 es va dedicar a escriure per a cinema i televisió, principalment guions de comèdies musicals, melodrames i aventures.

## Filmografia selecta (com a director)
- El jorobado / Enrique de Lagardere / El Geperut (1943), 4a versió cinematogràfica coneguda, i 1a versió no francesa o francòfona, del Geperut -''Le Bossu'' en francès, novel·la de Paul Féval al segle XIX-, pel·lícula interpretada per Jorge Negrete ;
- El rebelde (1943)
- Soltera y con gemelos (1945)
- Escuadrón 201 (1945)
- Voces de primavera (1946)
- El moderno Barba Azul (1946)
- El amor no es negocio (1949)
- Los huéspedes de la Marquesa (1951)
- Bailando cha cha cha (1955)
- Tan bueno el giro como el colorado (1957)
- Se los chupó la bruja (1958)
- Los muertos no hablan (1958)
- Dos hijos desobedientes (1958)
- Yo... el aventurero (1959)
- Qué perra vida (1962)
- El monstruo de los volcanes (1962)
- Los dos apóstoles (1964)
- El último amor de Goya' (1965)
- La ley del gavilán (1966)
- Los asesinos (1968)